# Seppelfricke
Dieser Artikel wurde aufgrund inhaltlicher und/oder formaler Mängel auf der Qualitätssicherungsseite des Portals Wirtschaft eingetragen. 
Du kannst helfen, indem du die dort genannten Mängel beseitigst oder dich an der Diskussion beteiligst.
Die Metallwerke Gebr. Seppelfricke GmbH waren ein deutsches Unternehmen. Die geschäftlichen Aktivitäten umspannten die Produktion von Herden und Öfen, Armaturen sowie Keramik. Das 1920 gegründete Unternehmen Seppelfricke nahm im Wirtschaftsleben der Stadt Gelsenkirchen einen wichtigen Platz ein. Im Jahre 2010 sagte der Gelsenkirchener Oberbürgermeister Frank Baranowski, „die Firma gehört zu Gelsenkirchen wie Schalke 04.“

## Geschichte
Gründer des Unternehmens waren Johann und Wilhelm Seppelfricke aus Gelsenkirchen, Söhne des im Jahr 1908 tödlich verunglückten Bergmanns Johann Seppelfricke sen. und seiner Frau Wilhelmine. Nach dem Militärdienst im Ersten Weltkrieg kehrten beide nach Gelsenkirchen zurück und meldeten am 19. März 1920 die Schlosserei und Metallgießerei Johann Seppelfricke als Gewerbe an. In einer ehemaligen Bäckerei an der Schalker Straße begann die Herstellung von Armaturen und Lagerschalen. Als Folge des Unternehmenswachstums wurde wenig später auf dem elterlichen Grundstück an der Schlosserstraße eine Metallgießerei gebaut. 1925 wurde eine stillgelegte Möbelfabrik an der Haldenstraße in Heßler übernommen.
Auftrieb erhielt das Werk durch die Herstellung von Armaturen aus Pressmessing. Diese neue Fabrikationsmethode bedeutete eine erhebliche Qualitätsverbesserung. 1929 wurde das Fabrikgebäude durch ein Großfeuer vernichtet. Zu Beginn der dreißiger Jahre war die Belegschaft auf 800 Beschäftigte angewachsen. Nachdem der Betrieb an der Haldenstraße keine Erweiterung mehr zuließ, erwarb das Unternehmen Grundstücke und Fabrikgebäude der stillgelegten Blechwarenfabrik Hermann Franken AG in der Nähe des Stadthafens an der jetzigen Kurt-Schumacher-Straße als zusätzliche Produktionsimmobilie. 1000 Menschen arbeiteten bei Seppelfricke, als durch die Bombardierungen des Zweiten Weltkrieges die Fertigung zum Erliegen kam.
Nach Ende des Zweiten Weltkrieges nahmen zunächst 140 Mitarbeiter in den stark zerstörten Werksanlagen den Betrieb wieder auf. Als Folge des Wiederaufbaus kriegszerstörter Wohnungen und der allgemeinen Wirtschaftsbelebung erfuhr auch Seppelfricke einen Aufschwung. Der Unternehmensgründer Johann Seppelfricke starb in den ersten Nachkriegsjahren. Neben der Weiterführung der Pressmessingarmaturen wurden neue Fertigungsbereiche erschlossen: Während das Werk I in Heßler weiter Armaturen und Metallguss herstellte, spezialisierte sich das Werk II am Stadthafen ab 1946 auf die Fertigung von Heiz- und Kochgeräten. Ein Keramikwerk existierte als Werk III. Seppelfricke erreichte vor allem bei Gasherden, Gasheizöfen und Gaskochern einen hohen Marktanteil. 
Zu Beginn des Jahres 1955 wurde die Nienborger Metallgießerei GmbH als Werk IV in den Firmenverband eingegliedert. Im Jahr 1970 zählte die Unternehmensgruppe insgesamt 2300 Mitarbeiter.

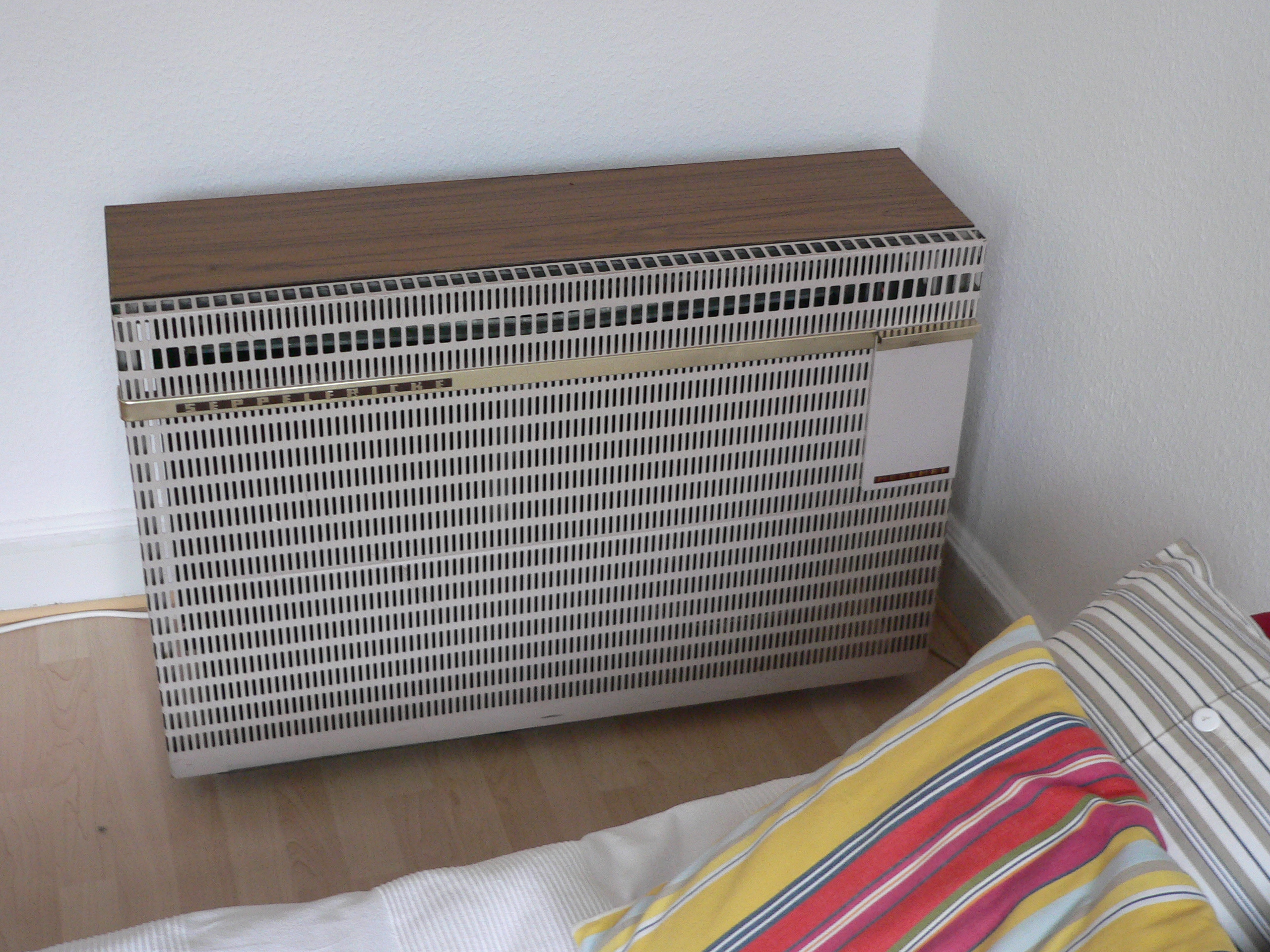
Gasofen von Seppelfricke

Im Jahr 1994 wurde Seppelfricke in die drei Geschäftsfelder Armaturen, Metallguss und Heiz- und Küchentechnik aufgegliedert. 1995 übernahm die niederländische Atag Holding N.V. die Sparte Heiz- und Küchentechnik. Gleichzeitig erfolgte damit die Umfirmierung in Seppelfricke Haus- und Küchentechnik GmbH. 1996 wurde die Sparte Armaturen an die Aalberts Industries N.V. verkauft. Die Produktion der Seppelfricke Armaturen GmbH wurde Ende des Jahres 2020 nach England verlagert und der Standort Gelsenkirchen mit knapp 100 Beschäftigten geschlossen.
2001 wurden die Marke und der Vertrieb von Seppelfricke Haus- und Küchentechnik von der italienischen Antonio Merloni S.p.A. gekauft. Mit anderen Merloni-Tochtergesellschaften entstand im September 2001 die EFS Hausgeräte GmbH mit Sitz in Duisburg. Im Dezember 2009 meldete die EFS Hausgeräte Insolvenz an.
Der Bereich Metallguss wird bis heute von der Familie Seppelfricke weitergeführt:
- Seppelfricke GmbH in Heek-Nienborg (ca. 20 Mitarbeiter)
- Seppelfricke Gießereitechnik GmbH & Co. KG in Gelsenkirchen (unter 10 Mitarbeiter)